# Tanjuang Gadang
Tanjuang Gadang is een bestuurslaag in het regentschap Lima Puluh Kota van de provincie West-Sumatra, Indonesië. Tanjuang Gadang telt 4518 inwoners (volkstelling 2010).